# Dorfkirche Taschenberg (Uckerland)

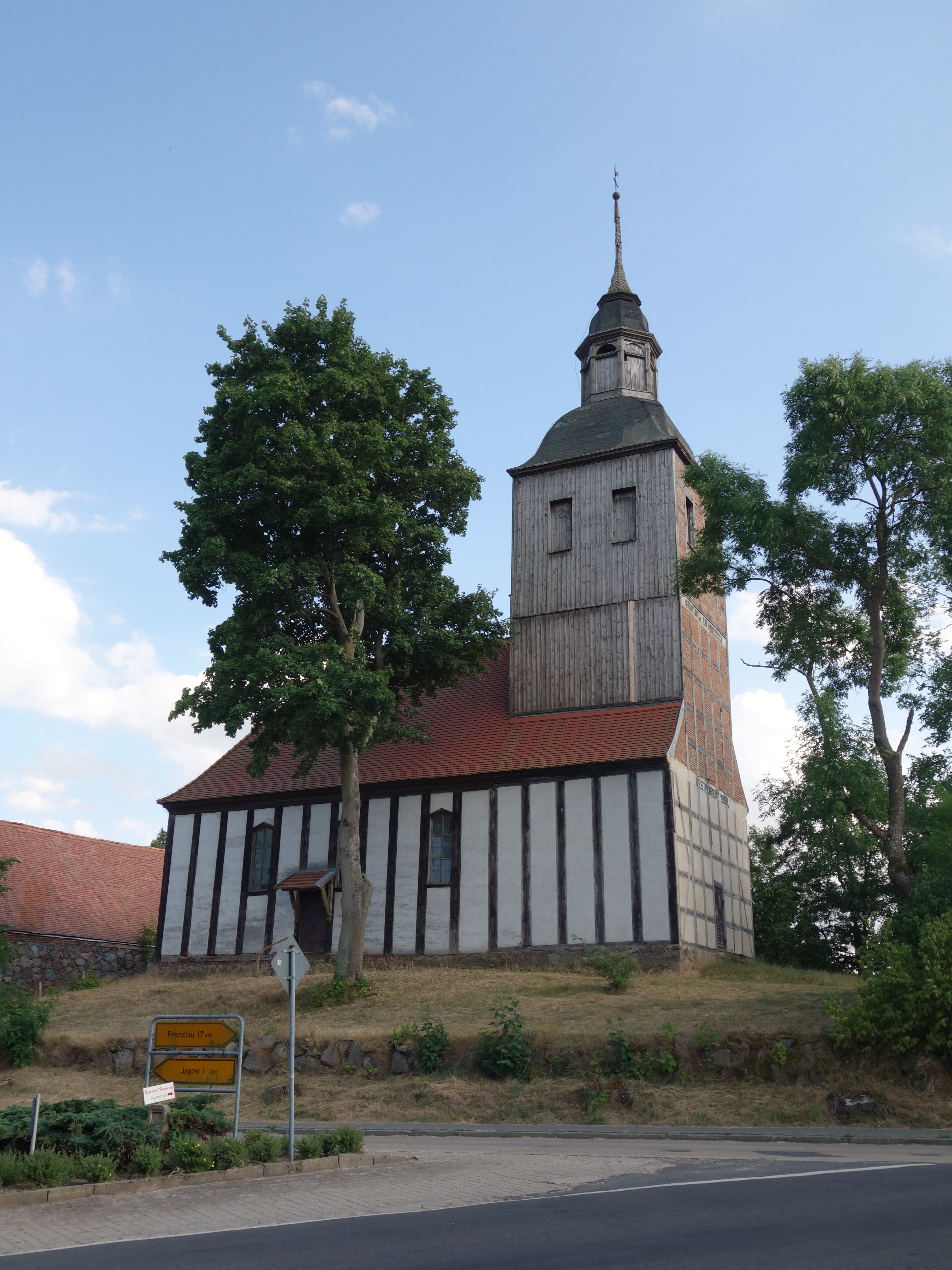
Dorfkirche Taschenberg (Uckerland)

Die evangelische, denkmalgeschützte Dorfkirche Taschenberg (Uckerland) steht in Taschenberg, einem Gemeindeteil im Ortsteil Jagow der Gemeinde Uckerland im Landkreis Uckermark in Brandenburg. Die Kirche gehört zum Kirchenkreis Uckermark der Evangelischen Kirche Berlin-Brandenburg-schlesische Oberlausitz.

## Beschreibung
Die Wände der 1735 gebauten und 1988/89 restaurierten Fachwerkkirche wurden mit Ausnahme des Dachturms im Westen in Ständerbauweise erbaut. Sie bestehen aus enggestellten Ständern ohne Verstrebung, deren Gefache mit Backsteinen ausgefüllt sind. Im Süden des Langhauses befindet sich ein zweigeschossiger Anbau, der die Patronatslogen beherbergt. Der Dachturm ist mit einer schiefergedeckten Glockenhaube bedeckt, die eine Laterne trägt.
Der mit einer verputzten Flachdecke überspannte Innenraum hat Emporen im Norden und Süden, die auf Arkaden sitzen. Zur Kirchenausstattung gehört ein Kanzelaltar von 1736, dessen Korb der Kanzel von Säulen gerahmt wird. Auf Konsolen stehen seitlich die Statuen des Mose und von Johannes dem Täufer. Der hölzerne Taufengel stammt aus der ersten Hälfte des 18. Jahrhunderts.